# Knockaround Guys
Knockaround Guys es una película estadounidense de 2001, dirigida por Brian Koppelman y David Levien.

## Argumento
Matty, Taylor, Johnny y Chris son hijos de cuatro mafiosos a los que su propio clan nunca les ha tenido demasiado en cuenta. Son los chicos de los recados y jamás se les ha permitido participar en ningún trabajo de importancia porque son considerados débiles. Matty intenta ganarse la vida de una forma honrada, pero cuando comprende que su apellido siempre pesará más que él decide recurrir a su tío Teddy para que le incluya en el próximo trabajo. 
En principio es algo muy sencillo: se trata de hacer llegar una bolsa cargada de dinero. Sin embargo, la bolsa con el dinero se pierde y los cuatro chicos tienen que ir a una pequeña ciudad de Montana para recuperar el dinero. El pueblo está regido por un sheriff corrupto que no parece dispuesto a devolver el dinero.

## Reparto
| Actor                | Papel                     |
| -------------------- | ------------------------- |
| Barry Pepper         | Matty Demaret             |
| Andrew Davoli        | Chris Scarpa              |
| Seth Green           | Johnny Marbles            |
| Vin Diesel           | Taylor Reese              |
| John Malkovich       | Teddy Deserve             |
| Arthur J. Nascarella | Billy Clueless            |
| Tom Noonan           | Sheriff Stan Decker       |
| Nicholas Pasco       | Freddy the Watch          |
| Shawn Doyle          | Deputy Sheriff Donny Ward |
| Kevin Gage           | Gordon Brucker            |
| Dennis Hopper        | Benny "Chains" Demaret    |
| Andrew Francis       | Matty (a los 13 años)     |
| John Liddle          | Heslep the barkeeper      |
| Kris Lemche          | Decker                    |
| Dov Tiefenbach       | Teeze                     |
| Catherine Fitch      | Louise                    |
| Ceciley Jenkins      | Claire                    |
| Jennifer Baxter      | Terri                     |
| Josh Mostel          | Mac McCreadle             |
| Mike Starr           | Bobby Boulevard           |